# Estadio Virgen de las Nieves
El estadio Virgen de las Nieves es un conjunto de instalaciones deportivas y sociales propiedad de la Sociedad Deportiva Tenisca situado en el barrio de Mirca de la ciudad canaria de Santa Cruz de La Palma (Santa Cruz de Tenerife) España.

## Historia
El estadio principal fue inaugurado el 15 de agosto de 2001 en un partido amistoso entre la S. D. Tenisca y la U. D. Las Palmas. Desde entonces, la S. D. Tenisca juega sus partidos de local en este estadio. Las instalaciones cuentan con un estadio anexo con superficie artificial donde la cadena de filiales disputan sus partidos. La sede social del club está ubicada contigua al campo anexo.
El campo principal es de césped natural y de unas dimensiones de 105 x 65 m.